# Солсбери-Хилл
Литтл Солсбери-Хилл (англ. Little Solsbury Hill; наиболее известен просто как Солсбери-Хилл) — небольшой холм с плоской вершиной, расположенный близ деревни Батистон в графстве Сомерсет, Англия. Холм возвышается на 191 метров над рекой Эйвон, которая находится чуть дальше 2 км к югу, с его вершины открывается обширная панорама города Бат и его окрестностей. Входит в так называемую «зону выдающихся природных красот» Котсуолд-Хилс. Во времена железного века на этом холме располагалось городище.
Холм является одним из нескольких вероятных мест проведения битвы при Бадоне и включает остатки средневековой системы землепользования. В XIX веке на нём добывались полезные ископаемые, в связи с чем часть холма была раскопана. В 1930 году он был приобретен Национальным фондом. В 1977 году холм стал местом, вдохновившим Питера Гэбриела на сочинение одноимённой песни — «Solsbury Hill», ставшей одним из главных хитов музыканта. В 1994 году протестующие против расширения трассы A46 вырезали в растущем на нём дёрне лабиринт.

## Этимология
Иногда название холма ошибочно пишут как Salisbury или Solisbury, возможно, из-за путаницы с Солсбери-Плейн (плато в южной Англии) или городом Солсбери (англ. Salisbury). Так как Salisbury и Solsbury произносятся практически идентично. Одна из версий происхождения названия «Солсбери» ссылается на кельтского бога Сулиса, божество, которому поклонялись у термального источника в городе Бате. В геологической карте Горация Б. Вудворда (англ. Horace B Woodward) в конце «справочника Бата» 1888 года холм фигурирует как «Стилисбери-Хилл» (англ. «Stilisbury Hill»).

## Геология
Холм образован слоями различных осадочных пород сформированных во время Юрского периода. Как и котсуолдское плато, расположенное на севере, вершина холма образована из пород, приписываемых Чалфилдской оолитовой формации (англ. Chalfield Oolite Formation). Оолит вместе с лежащей в его основе Фуллеровой земной формацией (англ. Fuller's Earth Formation) входит в состав Большой оолитовой группы пород Батонского яруса. Под ними последовательно расположены известняки Байосского яруса из Нижней оолитовой группы, а также песчаники Песчаной формации Бридпорта (англ. Bridport Sand Formation). Нижний слой холма входит в состав Лиасийской группы Тоарского яруса. Под всеми этими слоями находится относительно плотная последовательность сформирования во время аргиллита Чармута (англ. Charmouth Mudstone Formation), поднимающаяся от края аллювия дна долины. Все грани холма были подвержены большим оползням.
Высота холма составляет 191 м, он расположен чуть более чем в 2 км к северу от реки Эйвон.

## Городище
Городища начали появляться в конце бронзового — начале железного века, примерно в начале первого тысячелетия до нашей эры. Причина их появления в Британии и их предназначение является предметом дискуссий. Высказывалось мнение, что они выступать в качестве военных объектов, построенных в ответ на вторжение из континентальной Европы. Возведёнными захватчиками, или военной реакцией на социальную напряженность, вызванную ростом населения и последующим давлением на сельское хозяйство.
Во времена железного века Солсбери-Хилл являлся крепостью, которую занимали в период между 300 и 100 годами до нашей эры. Она состояла из треугольной области, окруженной одним сплошным валом, облицованным изнутри и снаружи массивными каменными стенами (выполненными сухой кладкой) заполненными щебнем. Высота крепостного вала составляла 6 м в ширину и 4 м в высоту. Вершина холма была расчищена до основания, на ней были сооружены хижины из прутьев и глины на деревянных каркасах. После периода оккупации некоторые из них были сожжены дотла, вал был разрушен, после чего холм больше не занимали. Вероятно, это произошло во время вторжения белгов в Британию в начале I века до нашей эры.

## Последующие события
Холм находится рядом с римской дорогой Фосс-Уэй, где она спускается с холма Баннердаун по направлению из Батистона в Бат. Солсбери-Хилл является возможным местом битвы при Бадоне, которая велась между бриттами (при легендарном короле Артуре) и саксами, о чём упоминали летописцы Гильда и Ненний. На вершине холма расположены остатки средневековой или постсредневековой системы землепользования.
Также на холме пустуют два заброшенных карьера, один из которых расположен на северо-западной стороне (отмечен на карте 1911 года), на западной стороне (отмечен на карте 1900 года, «как старый карьер»). В 1930 году холм был приобретён Национальным фондом. Люди, протестующие против строительства объездной дороги A46 вырезали на холме небольшой лабиринт из дёрна, во время строительства трассы в середине 1990-х. В одной из потасовок 11 человек, включая журналиста Джорджа Монбиота, были госпитализированы после избиений охранниками.

## Природа
Растения и животные, которые живут на холме, отражают среду обитания близ пастбищ, расположенных на известняковой скале у его подножья. Специфические растения и животные, некоторые из которых являются редкими видами, приспособились к известковым лугам. Бо́льшая часть ландшафта в значительной степени не затронута сельским хозяйством, о чём свидетельствует популяция жёлтых земляных муравьёв.
Примеры растущих на холме растений включают лядвенец рогатый, горошек, василёк шероховатый, колокольчик круглолистный, тысячелистник обыкновенный и скабиоза. Холм представляет собой одну из самых богатых цветами областей региона, благодаря чему входит в зону интересов Avon Wildlife Trust. Благодаря обширной флоре на холме обитают много насекомых, включая: пестрянку тавоголовую, языкана обыкновенного, а также большое количество бабочек, в том числе голубянка коридон. В районе холма гнездится небольшая популяция обыкновенного канюка (Buteo buteo) и жаворонки. В число животных обитающих в окрестностях холма входят: европейская косуля, барсук и обыкновенная лисица.

## В популярной культуре
Солсбери-Хилл стал местом вдохновившим рок-музыканта Питера Гэбриела на сочинение одноимённой песни 1977 года, которая была выпущена в качестве его дебютного сингла. Звуки природы записанные на вершине холма стали основой для трека «A Quiet Moment», который фигурирует в альбоме Гэбриела New Blood, этот трек предшествует оркестровой версии композиции «Solsbury Hill».
Сага о короле Артуре, трилогия книг в жанре исторической фантастики, помещает гору Бадон на место нынешнего Солсбери-Хилл.